# Episodi di Naruto: Shippuden

Logo della serie TV

Questa è la lista degli episodi dell'anime Naruto: Shippuden (NARUTO: 疾風伝?). La serie è stata trasmessa per la prima volta dal 15 febbraio 2007 al 23 marzo 2017 sul canale televisivo giapponese TV Tokyo, per un totale di 500 episodi trasmessi. Gli episodi sono basati sulla seconda parte del manga Naruto del mangaka Masashi Kishimoto a partire dal volume 28 (includendo anche il volume 27 capitoli 239-244). Naruto: Shippūden è il seguito del primo adattamento animato della serie, chiamato semplicemente Naruto, basato a sua volta sulla prima parte del manga. Naruto: Shippuden prosegue la trama della versione animata due anni e mezzo dopo la partenza del protagonista Naruto Uzumaki dal Villaggio della Foglia. L'edizione italiana è stata trasmessa su Italia 1, Hiro e Italia 2 dall'11 novembre 2008 al 7 maggio 2024.
Sono stati utilizzati 60 brani musicali per le sigle dell'anime, 20 di apertura e 40 di chiusura: l'elenco completo è disponibile qui. Dall'episodio 54 in poi, gli episodi sono trasmessi in alta definizione e nel formato widescreen 16:9.

## Stagioni
Gli episodi vengono suddivisi in stagioni prendendo come riferimento per i nomi e per le suddivisioni i DVD ufficiali. Ogni stagione è provvista di una sottopagina dedicata nella quale è possibile trovare informazioni più approfondite quali sigle di apertura e di chiusura utilizzate, titoli e trame degli episodi e anche le date di trasmissione italiane e giapponesi.

## Stagioni italiane
Mediaset ha suddiviso le stagioni televisive di Naruto: Shippuden in base a un determinato numero di episodi acquistati e trasmessi in prima visione sulle sue reti.
- Naruto Shippuden I: 52 episodi (1-52), trasmessa dall'11 novembre 2008 al 6 aprile 2009
- Naruto Shippuden II: 52 episodi (53-104), trasmessa dal 15 settembre 2009 al 21 giugno 2010
- Naruto Shippuden III: 52 episodi (105-156), trasmessa dal 2 febbraio al 25 marzo 2011
- Naruto Shippuden IV: 52 episodi (157-208), trasmessa dal 1º settembre 2012 al 10 febbraio 2013
- Naruto Shippuden V: 52 episodi (209-260), trasmessa dal 2 aprile al 12 giugno 2013
- Naruto Shippuden VI: 26 episodi (261-286), trasmessa dal 2 dicembre 2013 al 6 gennaio 2014
- Naruto Shippuden VII: 34 episodi (287-320), trasmessa dall'8 marzo al 24 aprile 2017
- Naruto Shippuden VIII: 28 episodi (321-348), trasmessa dal 17 settembre[33] al 17 dicembre 2018[34]
- Naruto Shippuden IX: 45 episodi (349-393)[19], trasmessa dal 26 maggio[18] al 21 luglio 2021
- Naruto Shippuden X: 57 episodi (394-450)[35], trasmessa dal 17 ottobre 2023[36][37] al 13 febbraio 2024[38]
- Naruto Shippuden XI: 50 episodi (451-500), trasmessa dal 13 febbraio[38] al 7 maggio 2024[39]

## Staff
Di seguito vengono elencati i principali membri dello staff della serie.
- Regista: Hayato Date
- Produzione: TV Tokyo, Pierrot, Shūeisha
- Cooperazione alla produzione: drop, Pierrot Plus, PIGGY, Seven Arcs
- Produttore: Fukashi Azuma (TV Tokyo), Tomoko Gushima
- Responsabile della progettazione: Takayuki Hirobe (TV Tokyo)
- Organizzazione serie: Junki Takegami , Satoru Nishizono, Suzuki Yasuyuki
- Character design: Tetsuya Nishio, Hirofumi Suzuki
- Direttore artistico: Hideaki Kudo, Shigenori Takada (Studio Wyeth)
- Scenografia: Studio Loft, Studio Wyeth, Nara Animation
- Screenplay: Masahiro Hikokubo, Shin Yoshida, Yasuyuki Suzuki, Yuka Miyata
- Storyboard: Atsushi Nigorikawa, Kiyomu Fukuda, Shinji Satoh, Toshiya Niidome
- Direttori degli episodi: Hiroshi Kimura, Masaaki Kumagai, Shuu Watanabe
- Check intercalazione: Keiko Oyama, Reiko Yamada, Yoshiko Shimizu, Yuko Ishizaki
- Pianificazione colori: Kawami Takuya
- Direttore della fotografia: Matsumoto Atsuho
- Editing: Seiji Morita, Yukie Oikawa (Morita Editing House)
- Musiche: Yasuharu Takanashi, -yaiba-, Musashi Project, Toshio Masuda
- Direttore sonoro: Yasunori Ebina (Beeline)
- Produttore delle registrazioni: Chiharu Kamio
- Effetti sonori: Takuya Hasegawa (Soundbox)
- Regolazione audio: Akira Noguchi
- Studio audio: Studio Gong
- Produttore sonoro: Masahiro Tsukada (Rakuonsha)
- Registrazioni audio: KSS, Rakuonsha
- Produttore musicale: Tadahito Kimura
- Copy editor di produzione/Chief producer: Chiaki Hirakawa
- Setting di produzione: Takahiro Ohno
- Responsabile della pubblicità: Yosuke Aoki (TV Tokyo)

- Capo-direttori di animazione:
Seiko Asai
Yasuhiko Kanezuka
Yumenosuke Tokuda
Zenjirou Ukulele
- Direttori di animazione:
Chiyuki Tanaka
Eiichi Tokura
Gorou Sessha
Hirofumi Suzuki
Hiromi Yoshinuma
Hiroyuki Yamashita
Hong Beom-seok
Hong Rong
Ik Hyun Eum
Kayano Tomizawa
Kengo Matsumoto
Kumiko Horikoshi
Masahiko Murata
Masayuki Kouda
Seiko Asai
Shigeki Kawai
Takenori Tsukuma
Yasuhiko Kanezuka
Yuko Ishizaki
Yumenosuke Tokuda
Zenjirou Ukulele